# Time (песня Pink Floyd)
«Time» (с англ. — «Время») — четвёртая композиция из альбома The Dark Side of the Moon британской рок-группы Pink Floyd.
В 2011 году песня заняла девятое место в списке «25 лучших песен всех времён в жанре прогрессивного рока» по версии сайта PopMatters.
Гитарное соло Гилмора было помещено читателями американского журнала Guitar World на 21 место среди самых великих соло за всю историю. Композиция была использована в телесериале «Жизнь на Марсе».

## Композиция
Песня начинается со звона часов в антикварной лавке. Затем следует двухминутный пассаж перкуссии Ника Мэйсона (в этой части Роджер Уотерс имитирует тиканье часов на приглушённых струнах бас-гитары). Дэвид Гилмор поет куплеты, а Ричард Райт — припевы. После первого куплета и припева начинается длинная соло-партия на гитаре, заканчивающаяся на втором куплете. Текст песни отражает убеждение Роджера Уотерса, что смысл жизни не в том, чтобы готовить себя к будущему, а в том чтобы следовать своей судьбе.

## Критика
В современном обзоре на The Dark Side of the Moon, Ллойд Гроссман, обозреватель журнала Rolling Stone, дал «Time» положительную оценку, описывая трек как «прекрасную рок-песню, отдающую кантри, с мощным гитарным соло от Дэвида Гилмора».

## Фильм
На концертных выступлениях на круглом экране на сцене показывали специально снятый для песни «Time» анимированный фильм. Режиссёр видео — Ян Имс. Фильм впоследствии был включен как дополнение в DVD-альбом Pulse.

## Концертные исполнения
- Концертные версии в исполнении Pink Floyd — студийные альбомы Delicate Sound of Thunder и Pulse.
- Версия в исполнении Роджера Уотерса — на альбоме In the Flesh: Live. Поют Уотерс, Дойл Брэмхолл II и Джон Карин.
- Версия с участием Ричарда Райта — на DVD Remember That Night и альбоме Live in Gdańsk Дэвида Гилмора.

## Участники записи
- Дэвид Гилмор — электрогитара, основной вокал и бэк-вокал;
- Ричард Райт — орган Farfisa, электропиано Wurlitzer, EMS VCS 3 и основной вокал;
- Роджер Уотерс — бас-гитара, VCS 3;
- Ник Мэйсон — барабаны и рототомы;
- Дорис Трой, Лесли Дункан, Лиза Страйк, Барри Ст. Джон — бэк-вокал.